# Cihuatlán
Cihuatlán es una localidad del estado mexicano de Jalisco. Es parte del municipio de Cihuatlán.

## Toponimia
El nombre «Cihuatlán» proviene de los términos en náhuatl: cihuatl, mujer; tlan, lugar de abundancia. Su significado es «Lugar donde abundan las mujeres».

## Demografía
| Gráfica de evolución demográfica |
|                                  |

| Censo | Población |
| ----- | --------- |
| 1900  | 1 480     |
| 1910  | 1 950     |
| 1921  | 2 341     |
| 1930  | 3 487     |
| 1940  | 2 630     |
| 1950  | 3 571     |
| 1960  | 4 125     |
| 1970  | 9 451     |
| 1980  | 10 982    |
| 1990  | 13 333    |
| 2000  | 15 697    |
| 2010  | 18 164    |
| 2020  | 18 787    |